# يوم اليد الحمراء

شعار اليوم

يوم اليد الحمراء، أو «اليوم العالمي لمكافحة استغلال الطلاب كجنود» يحتفى به في يوم 12 فبراير من كل عام، وفي هذا اليوم العالمي تتم مناشدة القادة السياسيين وتقام الفعاليات في جميع أنحاء العالم للفت الانتباه إلى مصير الجنود الأطفال، الذين يجبرون على العمل كجنود في الحروب. يهدف يوم اليد الحمراء إلى الدعوة للعمل ضد هذه الممارسات ودعم الأطفال الذي يضطرون لهذا العمل. استُغلّ الأطفال في السنوات الأخيرة في النزاعات المسلحة في جمهورية الكونغو الديمقراطية ورواندا وأوغندا والسودان وساحل العاج وبورما والفلبين وكولومبيا وروسيا وفلسطين
تشير التقديرات إلى أن عدد الأطفال المنخرطين في الصراعات المسلحة في جميع أنحاء العالم لم يتغيّر بين عامي 2006 و2009. يتراوح إعادة تأهيل الجنود الأطفال العائدين لمجتمعاتهم المحلية بين غير كافية أو منعدمة.
بدأ يوم اليد الحمراء عام 2002، عندما دخل البروتوكول الاختياري بشأن اشتراك الأطفال في النزاعات المسلحة حيّز التنفيذ في 12 شباط (فبراير) 2002.
تم اعتماد هذا البروتوكول من قبل الجمعية العامة للأمم المتحدة في أيار (مايو) 2000 وهو موقّع من أكثر من 100 دولة مختلفة. تنشط العديد من المنظمات الدولية ضد استخدام الأطفال كجنود، منها على سبيل المثال يونيسيف (اليونيسيف) ومنظمة العفو الدولية وجمعية الصليب والهلال الأحمر.

## تجنيد الأطفال

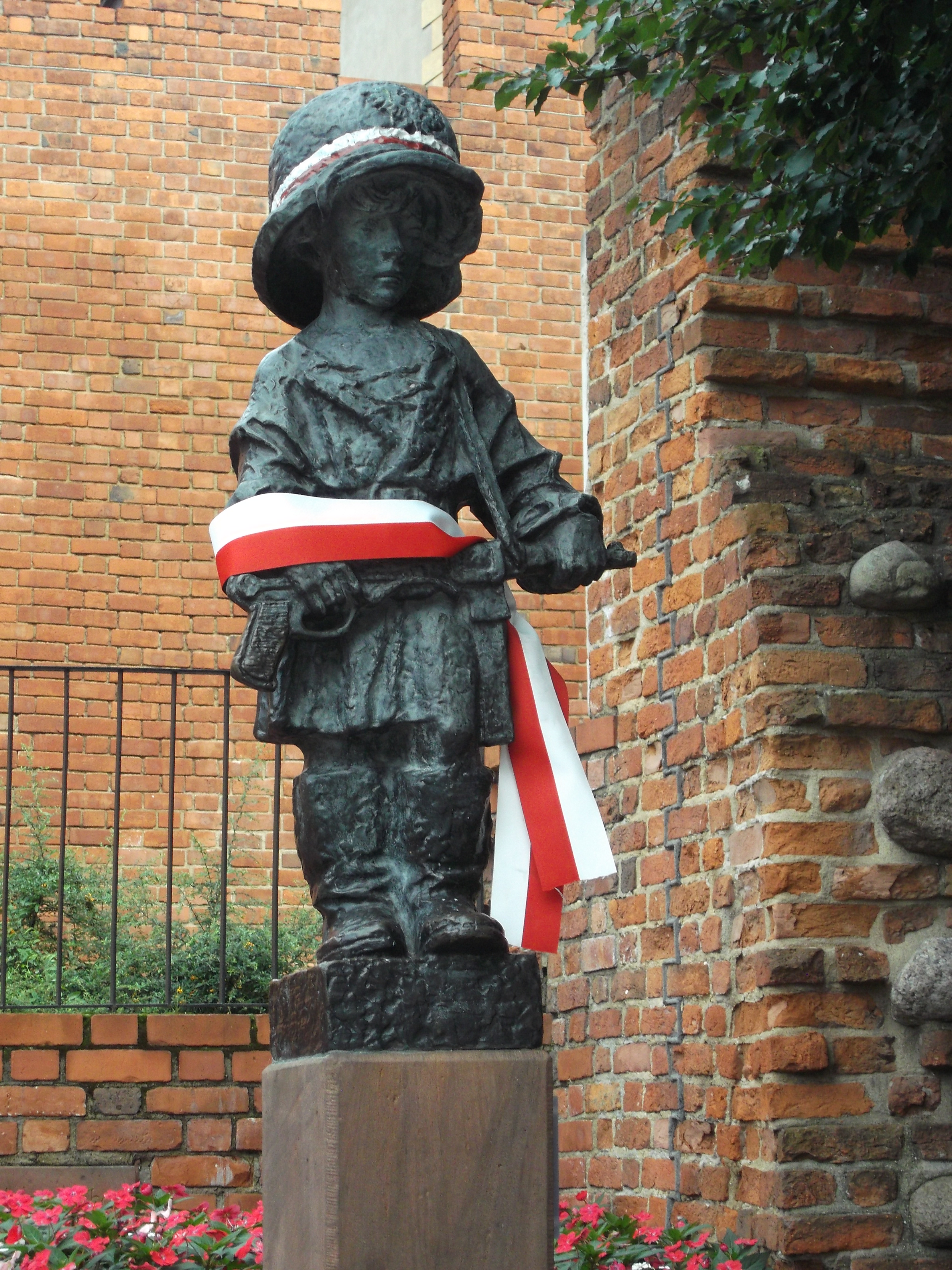
Warsaw's Little Insurgent monument
ذكرى جميع الجنود الأطفال الذين قاتلوا في الحرب العالمية الثانية والصراعات السابقة

يقدر عدد الجنود الأطفال بحوالي 250,000 طفل (في عام 2009، ولم يتغيّر العدد منذ عام 2006)، ثلثهم من الفتيات، في حوالي 17 دولة، بما فيها دول صادقت على المعاهدة؛ ومع ذلك من الصعب معرفة العدد الصحيح، حيث ينتشر معظمهم في مجمعات مسلحة متمردة.
إن السبب الأهم وراء تجنيد هذه الجماعات المسلحة الأطفال كجنود هو تقلص قدرتها على التمييز بين الحق والباطل، وبين الواقع والمغامرة. حتى عمر معين، لا يكون للأطفال إدراك كامل عن حتمية الموت وشدة فعل قتل إنسان. فهم يفتقرون للقدرة على تحديد الأخطار بشكل صحيح أو تقييم المخاطر في حالات محددة. كما أنه من السهل التأثير على الأطفال واستغلالهم كتابعين لقضية معينة.

## الجوانب القانونية
تحدد مفاهيم استخدام الأطفال عسكرياً بعدد من المعايير القانونية الدولية وتشمل القانون الدولي لحقوق الإنسان والقانون الدولي الإنساني. وفقاً للبروتوكولين I وII المضافين لاتفاقيات جنيف والمعتمدة عام 1977، فالأطفال الذين لم يبلغوا سن 15 عاماً فيجب أن لا يسمح لهم بالانضمام للقوات المسلحة أو الجماعات، ولا يجب أن يسمح لهم بالمشاركة في الأعمال العدائية. بالنسبة للأشخاص الأكبر من 5 عاماً وأقل من 18 فيجب على الدول المشاركة في اتفاقيات جنيف أن تعطي أولوية لمن هم أكبر سناً من هذه الفئة. ينص البروتوكول الاختياري لاتفاقية حقوق الطفل بشأن الاشتراك في النزاعات المسلحة" الذي اعتمد عام 2000، ينص على أن تقوم الدول الأطراف في اتخاذ جميع التدابير الممكنة لضمان عدم اشتراك الأشخاص دون 18 عاماُ في أي حرب مباشرة، ولا أن يتم تجنيدهم إجبارياً في قواتها المسلحة. كما تتضمن اتفاقية أسوأ أشكال عمل الأطفال التي اعتمدتها منظمة العمل الدولية عام 1999 "إن التجنيد القسري أو الإجباري للأطفال لاستخدامهم في النزاعات المسلحة" هو أحد أسوأ أشكال عمل الأطفال. في سياق هذه الاتفاقية، فإن مصطلح "طفل" ينطبق على جميع الأشخاص الذين تقل أعمارهم عن 18 عاماً.

## حملة اليد الحمراء
منذ عام 2002، نفّذت العديد من الدول والتحالفات الإقليمية في جميع أنحاء العالم فعاليات في يوم 12 شباط (فبراير).

## ما بعد تجنيد الأطفال
منذ عام 2008، أزيلت كل من سيراليون وليبيريا وجمهورية الكونغو الديمقراطية وساحل العاج من القائمة السوداء. فقد اهتمت تلك الدول منذئذ بتسريح الأطفال من الجيوش ونزع السلاح، وإعادة دمجهم كجزء هام في السلام، لكن هذه العملية مكلفة وتتطلب عمل المجتمعات بأكملها.